# Litoria azuroscelis
Litoria azuroscelis — вид жаб родини райкових (Hylidae). Описаний у 2023 році.

## Поширення
Ендемік Нової Гвінеї. Відомий лише у типовому місцезнаходженні — гори Вондівой на півострові Вандаммен на північному заході індонезійської провінції Західна Нова Гвінея. У серпні 2023 року там було зібрано два екземпляри на висоті 9,14 м на деревах біля водоспаду на гірському потоці. Також дослідники чули численні сигнали цього виду.

## Назва
Видова назва azuroscelis походить від грецького azur — «темно-синій», і scelis, латинізованої версії грецького skelos — «нога» і стосується забарвлення внутрішньої поверхні задніх кінцівок.

## Опис
Жаба завдовжки до 66,6 мм. Має переважно темно-зелений колір з червонувато-коричневими райдужними оболонками та переважно прозорою миготливою мембраною, окрім темнішого спинного краю. Відрізняється від інших представників роду довжиною перетинок між пальцями, а також розміром, формою та забарвленням шлюбної подушечки самця.